# Monorail

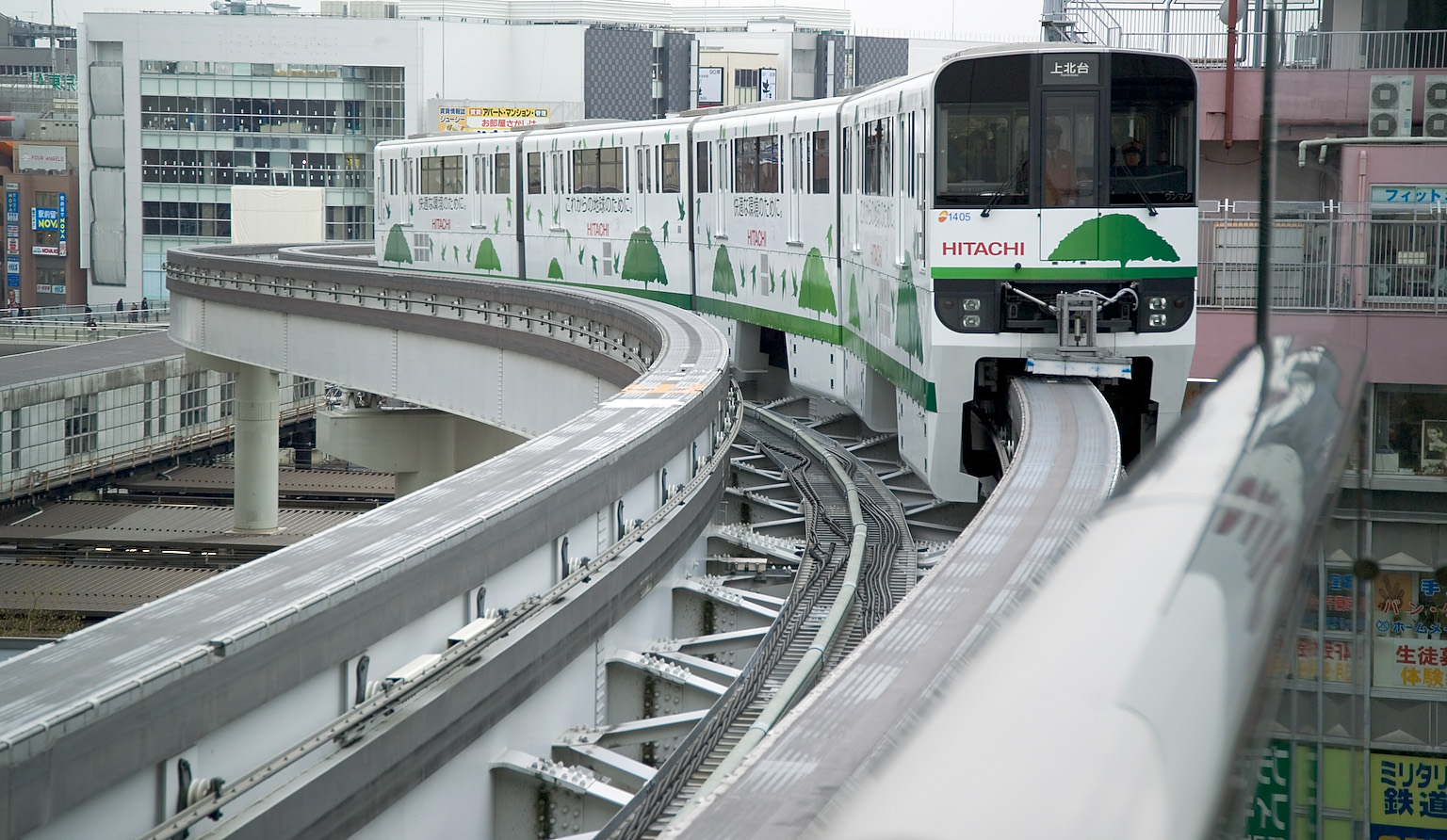
Tama Toshi i Tokyo, byggd av Hitachi-Alweg Division

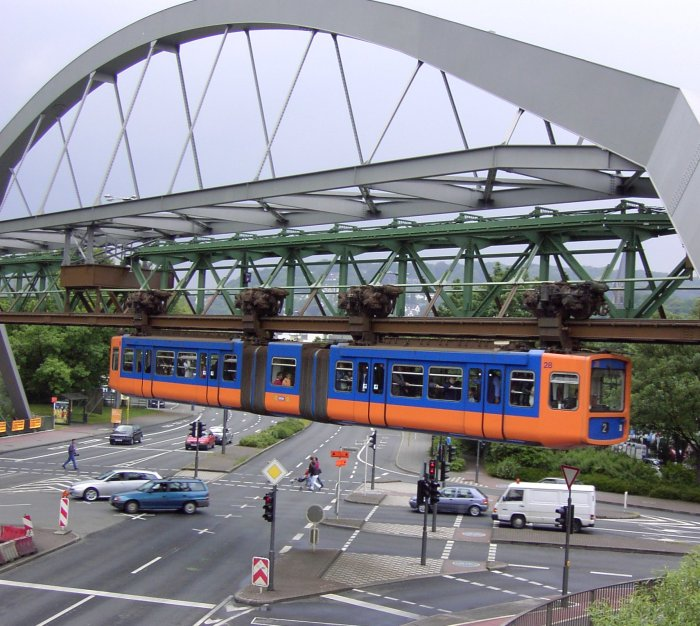
Wuppertals hängbana

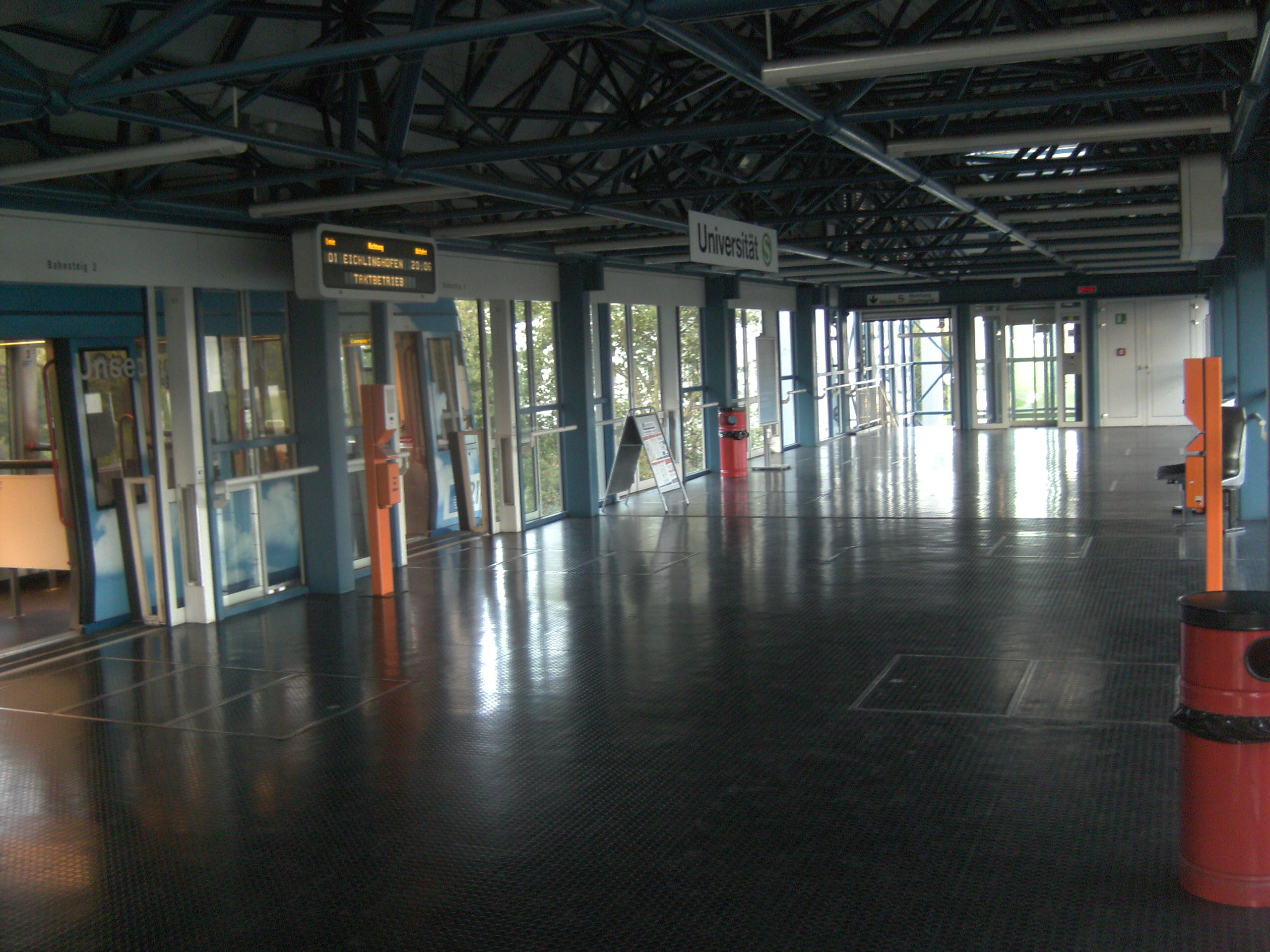
Dortmund H-Bahn station "Dortmund Universität"

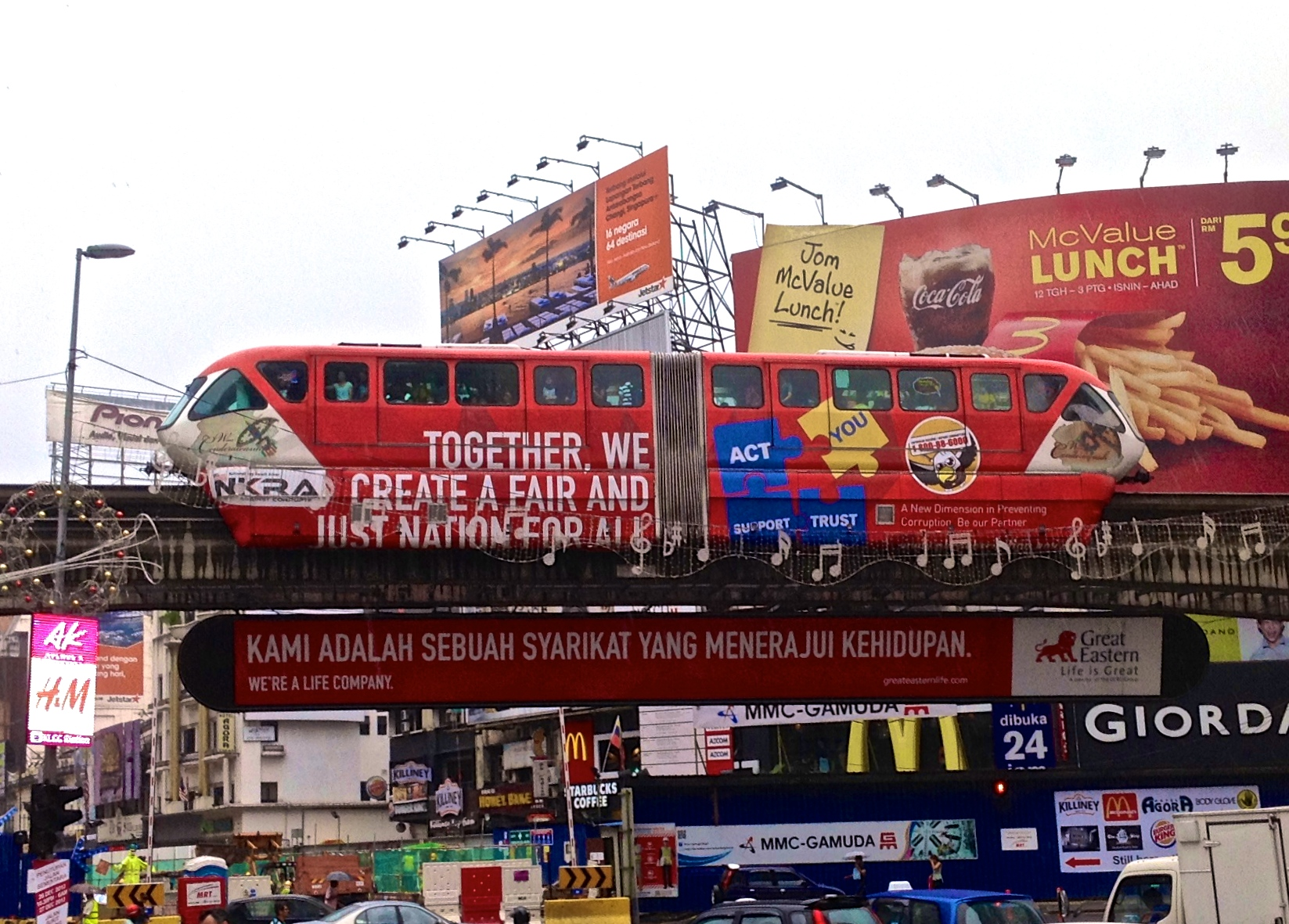
Kuala Lumpur Monorail närmar sig Bukit Bintang

Monorail, enskensbana eller balkbana är en bana för tåg som går på, eller hänger under, en balk, istället för två parallella räler. 

## Beskrivning
Det finns två huvudtyper av monorailsystem. I de hängande tågen löper tåget hängande under balken – en sådan hängbana, Schwebebahn, finns i Wuppertal i Ruhrområdet i Tyskland. Systemet konstruerades 1897-1900 under ledning av Eugen Langen och öppnades för trafik 1901. Den andra huvudtypen grenslar balken och täcker det på båda sidorna. Den sistnämnda typen populariserades av svensken Axel Wenner-Gren med sitt Alweg-tåg. Den mest kända banan med Alweg-tåg körs i Disneyland och invigdes redan 1959. 
De flesta system av den andra typen går högt ovanför marken på pelare. En traditionell järnväg på pelare är ganska bullrig, medan monorail går på gummihjul och är tystare.[källa behövs] Att bygga monorail på marken är mindre vanligt eftersom det ofta är billigare med konventionell järnväg.[källa behövs]
Den första kommersiella monorailbanan byggdes 1887 mellan Listowel och Ballybunnion på Irland, den kallas Lartigue efter konstruktören Charles Lartigue.
Det finns år 2006 minst ett 50-tal monorailsystem i trafik i världen. Det finns dock inget i Sverige. Det var diskussioner under 1990-talet om en sådan i Göteborg längs Skånegatan, men man byggde istället en traditionell spårväg på marken.
På 1990-talet började så kallade maglevtåg att utvecklas. Dessa drivs över en skena på marken och "svävar" med hjälp av starka magnetfält.

## Tekniska synpunkter på olika system
Moderna monorailsystem drivs av elmotorer. De är vanligtvis försedda med gummidäck i stället för metallhjul som finns på vanliga tåg, tunnelbanetåg och spårvagnar. Dessa hjul rullar längs ovansidan och sidorna på spårbalken för att driva och stabilisera tåget. De flesta moderna monorailsystemen använder växlar för att skifta mellan flera banor eller för att tillåta trafik i båda riktningarna. Några tidiga monorailsystem – särskilt det upphängda systemet i Wuppertal i Tyskland, från 1901 och fortfarande i drift – har en konstruktion som gör det svårt att byta från en bana till en annan. Denna begränsning av Wuppertalmonorailsystemet kommer fortfarande upp i diskussioner om monorail trots det faktum att man för både det upphängda och det grenslande systemet har löst problemet.